# Domenico Gravina (Theologe)
Domenico Gravina (* um 1573 in Neapel; † 26. August 1643 in Rom) war ein italienischer Theologe.

## Leben
Domenico Gravina trat früh in Neapel in den Dominikanerorden ein und studierte die alten Sprachen und Philosophie, insbesondere aber Theologie, die er später in mehreren Klöstern seines Ordens, so u. a. im Kolleg des heiligen Dominik in Neapel und am Kolleg Minerva,  lehrte. Der Ruf seiner Gelehrsamkeit verbreitete sich bald in ganz Italien und vor allem wurde seine Gründlichkeit und sein Scharfsinn in der Erklärung der Heiligen Schrift geschätzt. 1608 wurde er nach Rom berufen, wo er die theologische Doktorwürde erwarb. Danach erfolgte seine Ernennung zum Dekan der theologischen Hochschule in Neapel und 1610 zum Theologieprofessor am Kolleg des Heiligen Thomas in Rom. Öfters hielt er Predigten vor Papst Paul V. Durch die Erfolge seiner Beredsamkeit ermuntert, hielt er unter großem Zulauf der Bevölkerung wiederholt Fastenpredigten in Neapel, Palermo und in anderen großen Städten.
Von seinen Ordensgenossen, die Gravina hoch schätzten, wurde er zur Bekleidung verschiedener Würden ausersehen und auch zum Provinzial im Königreich Neapel gewählt, welches Amt er längere Zeit versah. Papst Urban VIII. ernannte ihn zum Generalvikar des Dominikanerordens und zum Meister des Apostolischen Palastes in Abwesenheit des eigentlichen Würdenträgers. Gravina starb am 26. August 1643 im Alter von etwa 70 Jahren in Rom.

## Schriften
Gravina verfasste zahlreiche Schriften zu theologischen Themen, die oft einen apologetischen Charakter aufweisen. Die meisten seiner gewöhnlich sehr umfangreichen Werke blieben jedoch ungedruckt. Unter den gedruckten Werken ist besonders bedeutend Catholicae praescriptiones adversus omnes veteris et nostri temporis haereticos (7 Bände, Neapel 1619–39). Dabei handelt es sich um eine Sammlung von Kontroversen über die Glaubenslehre, die aus 14 Abteilungen bestehen sollte, von denen aber nur die sieben ersten erschienen sind. Als deren Rechtfertigung zu betrachten ist Pro sacro fidei catholicae et apostolicae deposito, fideliter a Romanis pontificibus custodito, Apologia (Neapel 1629). Ansprechend und belehrend ist sein Versuchs über Offenbarungen und Visionen (Lapis Lydias ad discernendas veras a falsis visionibus et revelationibus, 2 Bände, Neapel 1638).
Weitere literarische Arbeiten Gravinas sind u. a. Stato della Religione di San Domenico (Rom 1604) und Compendium rythmicum summae theologicae D. Thomae Aquinatis, (1638). Das Werk Vox turturis seu de florenti usque ad nostra tempora ... sacrarum Religionum statu (Neapel 1625) stellt eine Rechtfertigung der Dominikanermönche gegen Robert Bellarmins Gemitus columbae dar. Auf die Gegenschrift (Cave turturi male contra gementem columbam exultanti, 1631) antwortete Gravina durch eine Verteidigung seiner Lobrede (Congeminata vox turturis, Neapel 1633), die in Deutschland unter dem Titel Resonans turturis concentus (1638) eine neue Auflage erlebte. Einen Beitrag zur Geschichte der christlichen Kirche im Orient liefert seine in italienischer Sprache abgefasste Biographie des heiligen Gregor, Erzbischofs und Primas von Armenien (Vita e miracoli di S. Gregorio Arcivescovo d’Armenia, Neapel 1640), nebst einer Schilderung des Zustandes der christlichen Religion in Armenien. Unter seinen ungedruckten Schriften war De choro et cantu ecclesiastico für die Geschichte der Kirchenmusik wichtig.